# Acanthaster
Az Acanthaster a tengericsillagok (Asteroidea) osztályának Valvatida rendjébe, ezen belül az Acanthasteridae családjába tartozó egyetlen nem.

## Rendszerezés
A nembe az alábbi 3 faj tartozik:
- Acanthaster brevispinus Fisher, 1917
- töviskoronás tengericsillag (Acanthaster planci) (Linnaeus, 1758)
- Acanthaster solaris (Schreber, 1793)

## Képek

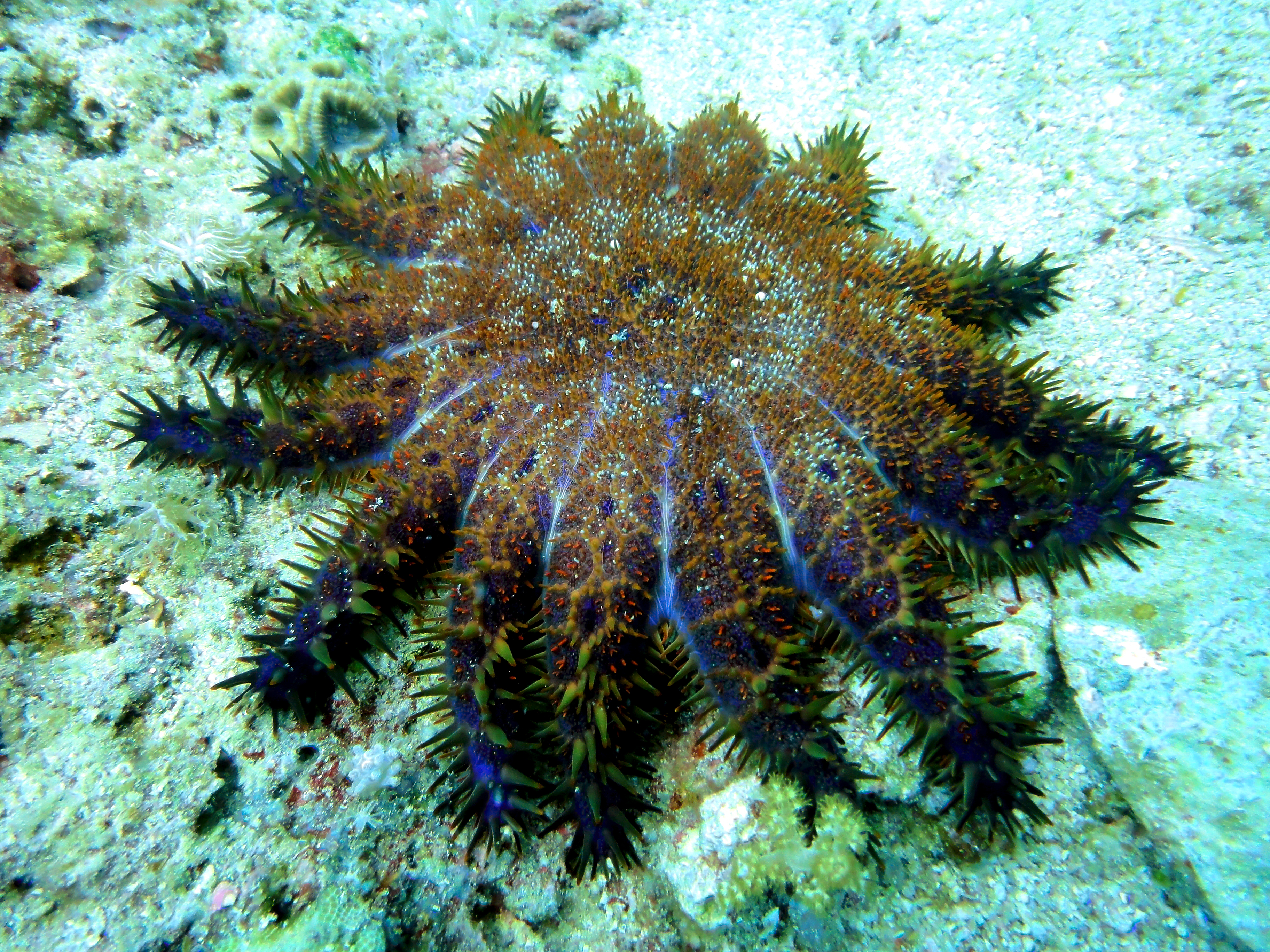
Acanthaster brevispinus